# Xian de Lanshan
Pour les articles homonymes, voir Lanshan.
Le xian de Lanshan (蓝山县 ; pinyin : Lánshān Xiàn) est un district administratif de la province du Hunan en Chine. Il est placé sous la juridiction de la ville-préfecture de Yongzhou.

## Démographie
La population du district était de 346 546 habitants en 1999.